# Alysidiidae
Alysidiidae zijn een familie van mosdiertjes uit de orde Cheilostomatida en de klasse van de Gymnolaemata.

## Geslachten
- Alysidium Busk, 1852
- Catenicula O'Donoghue, 1924